# Otto Skorzeny
Otto Skorzeny (Wenen, 12 juni 1908 – Madrid, 5 juli 1975) was een Oostenrijkse SS-Standartenführer (kolonel) in de Waffen-SS gedurende de Tweede Wereldoorlog.

## Levensloop
Skorzeny werd geboren in een Oostenrijkse familie in de middenklasse met een Poolse achtergrond welke een lange traditie van militaire dienst had. Naast zijn moedertaal Duits sprak hij tevens uitstekend Engels en Frans. Hij studeerde voor ingenieur aan de Universiteit van Wenen, net als zijn vader en broer gedaan hadden. Tijdens zijn studie was hij een fervent mensuur-beoefenaar en gedurende het tiende van zijn in totaal dertien duels liep hij het litteken op dat hem de rest van zijn leven karakteriseerde. Na de invasie van Polen wilde hij zich aanmelden bij de Luftwaffe maar werd daar afgewezen omdat hij te lang (Skorzeny was 1.92m) en te oud geacht werd. Hierna meldde hij zich bij de Leibstandarte SS Adolf Hitler aan.
Vervolgens nam hij deel aan de invasie van Nederland en Frankrijk, de invasie van de Balkan en de veldtocht tegen Rusland. Eind 1941 raakte hij aan het Oostfront gewond en werd hij tevens onderscheiden met het Eisernes Kreuz II. Klasse. In 1943 werd hij door het Reichssicherheitshauptamt geselecteerd als commandant van een eenheid die tot Duitslands speciale SS-eenheden behoorde, het Sonderverband z.b.V. "Friedenthal", vernoemd naar Friedenthal bij Berlijn waar de opleiding plaatsvond.
Zijn eerste opdracht was Unternehmen Eiche, in september 1943. Hij bevrijdde met zijn eenheid op 12 september 1943 Benito Mussolini, die op de berg Gran Sasso door de regering Badoglio gevangen werd gehouden.
Daarna volgden Unternehmen François (het opzetten van partizanenoperaties in het door de geallieerden bezette Iran) en Unternehmen Weitsprung, waarbij zou getracht zijn de Geallieerde leiders (Jozef Stalin, Churchill en Roosevelt) te doden tijdens de Conferentie van Teheran in 1943. Omdat de NKVD het plan tijdig verijdeld zou hebben, zou Hitler de actie afgeblazen hebben. Achteraf is door historici geopperd dat dit alles vooral een fictieverhaal is. Skorzeny heeft na de oorlog wel bevestigd dat hij door Hitler hierover gecontacteerd werd, maar dat hij de Führer ervan kon overtuigen dat het onuitvoerbaar was.
Unternehmen Rösselsprung in mei 1944 - een poging om de Joegoslavische partizanen-leider Josip Broz Tito levend gevangen te nemen.
Unternehmen Panzerfaust of Unternehmen Eisenfaust in oktober 1944 - ontvoering van Miklós Horthy jr., zoon van de Hongaarse regent, admiraal Miklós Horthy (1868-1957). Na de ontvoering was Skorzeny enige tijd min of meer regent van Hongarije.
Unternehmen Greif in december 1944. Tijdens het Ardennenoffensief organiseerde Skorzeny een speciale operatie waarbij Engelssprekende Duitse soldaten in Amerikaanse uniformen verwarring en achterdocht stichtten in de Amerikaanse linies. Tijdens deze actie werden door zowel de Duitse als de Amerikaanse troepen oorlogsmisdaden gepleegd door het executeren van gevangen genomen tegenstanders.
Begin 1945 kreeg hij van Reichsführer-SS Heinrich Himmler de opdracht de Sovjets aan de Oder, o.a. bij Schwedt, tot staan te brengen. Voor deze taak werd zijn improvisatievermogen danig op de proef gesteld. Skorzeny wist een divisie samen te stellen, maar zijn troepen hadden te weinig wapens en te weinig gevechtservaring. De Schwedt-divisie bestond uit Duitsers, Noren, Denen, Nederlanders, Belgen, Fransen en zelfs Russen. Wonder boven wonder hield deze eenheid het tegen een overmacht meer dan een maand uit.
Skorzeny werd echter eerder teruggeroepen om de brug over de Rijn bij Remagen, die door de Amerikanen was veroverd, te vernietigen. Hij selecteerde hiervoor een kikvorseenheid. Terwijl Skorzeny met een kleine eenheid de Amerikanen zou afleiden zouden de duikers de brug proberen te benaderen en opblazen. Het plan droeg geen vrucht. De Amerikanen hadden reeds een bruggenhoofd ingericht tot ver voorbij de brug en bovendien een pontonbrug gebouwd, vlak naast de originele brug die zwaar beschadigd was door eerdere acties en even later spontaan zou instorten. Alle duikers werden gedood of gevangengenomen; enkele van hen verdronken onmiddellijk in het ijskoude water. Skorzeny en zijn eenheid wisten ternauwernood te ontsnappen.
Tijdens het instorten van het Derde Rijk werd hij door tientallen Duitse naziprominenten, hoogwaardigheidsbekleders en industriëlen benaderd om hun tegoeden voor na de oorlog te verbergen. Tijdens dezelfde tijd werd Skorzeny belast met Unternehmen Werwolf. Deze opdracht was tweeledig. Het opzetten van de laatste verdedigingslinie van de nazi's rond Berchtesgaden in de vorm van de Alpenfestung en het opzetten van een ondergrondse verzetsorganisatie voor na de overgave. Waarschijnlijk ligt deze organisatie aan de grondslag van de mysterieuze organisatie ODESSA ('Organisation der ehemaligen SS-Angehörigen'), de geheime door Otto Skorzeny opgerichte broederband van de SS die nazi's uit Duitsland smokkelde.
Op 16 mei 1945 gaf Skorzeny zich over aan de Amerikanen. Interessant om hierbij te vermelden is dat dit de derde keer was dat hij zich aan de Amerikanen probeerde over te geven, ondanks het feit dat hij door de Amerikanen was aangeduid als een van de meest gezochte mannen. Skorzeny werd geïnterneerd en zat onder andere gevangen in Neurenberg en Dachau. Hij werd in 1947 vrijgesproken van oorlogsmisdaden. Datzelfde jaar ontsnapt hij (waarschijnlijk met behulp van ODESSA) en week via Argentinië uiteindelijk uit naar Spanje. Onder de hoede van dictator Franco kon Otto Skorzeny daar zijn maatschappelijke carrière oppakken.  Skorzeny werd in Spanje een rijk zakenman; hij slaagde erin het belangrijkste naoorlogse spoorwegcontract binnen te halen met een destijds fenomenale vergelijkbare waarde van vijf miljoen dollar.
Skorzeny onderhield na de oorlog vele contacten met andere oud-nazi's via het ODESSA-netwerk. Daarnaast werkte hij ook voor de Egyptische president Nasser en de Argentijnse president Perón. Hij had onder meer bezit in Mallorca.
In 1970 werd een ruggenmergtumor bij Skorzeny ontdekt. Twee tumoren werden in Hamburg verwijderd, maar hij raakte hierdoor verlamd vanaf zijn middel. Gelovend weer te zullen lopen, bracht hij vele uren met een fysiotherapeut door, waarna hij binnen zes maanden weer kon lopen. In 1975 overleed Skorzeny aan longkanker. Hij was 67. Hij kreeg een katholieke begrafenis op 7 augustus 1975, maar werd daarna gecremeerd. Zijn as werd later overgebracht naar Wenen waar zijn urn werd bijgezet op het kerkhof van Döbling.

## Onthullingen in 2016
In maart 2016 werd bekend dat Skorzeny verantwoordelijk wordt gehouden voor de nooit opgeloste moord op de Duitse raketgeleerde Heinz Krug, in of na 1962. De moord zou gepleegd zijn in opdracht van de Israëlische geheime dienst Mossad.

## Familie
Op 9 maart 1938 trouwde Skorzeny met Margareta Schreiber. Het echtpaar scheidde weer. Skorzeny hertrouwde in 1950 met Ilse Lüthje.

## Carrière
- SS-Schütze: 1 februari 1940[3]
- SS-Unterscharführer: 1 mei 1940[3][4]
- SS-Oberscharführer: 1 september 1940[3][4]
- SS-Untersturmführer der Reserve: 30 januari 1941[3][4]
- SS-Hauptsturmführer der Reserve: 28 april 1943[3][4]
- SS-Sturmbannführer der Reserve: 12 september 1943[9][4]
- SS-Obersturmbannführer der Reserve: 16 oktober 1944[3][4][5]
- SS-Standartenführer der Reserve: 6 februari 1945[3] - 20 april 1945[4]

## Lidmaatschapsnummers
- NSDAP-nr.: 1 081 671[9] (lid geworden 1 mei 1932[3])
- SS-nr.: 295 979[9] (lid geworden februari 1934[3])

## Decoraties
Selectie:
- Ridderkruis (nr.2153) op 13 september 1943 als SS-Hauptsturmführer der Reserve en Kommandeur van Sonderverband z.b.V. Friedenthal[3][1][4][10][6]
- Eikenloof (nr.826) op 9 april 1945 als SS-Obersturmbannführer der Reserve en Kommandeur der SS-Jagdverbände en Kampfgruppenführer van Schwedt/Oder[3][1][4][10][6]
- IJzeren Kruis 1939, 1ste (12 september 1943[3]) en 2de klasse (27 juli 1941[3][6])
- Gezamenlijke Piloot-Observatiebadge in Goud met Diamanten op 16 september 1943[3][4]
- Duitse Kruis in goud[11] op 16 januari 1944 als Kommandeur SS Jagdverbände[3][4]
- Ehrenblatt des Heeres op 5 februari 1945[3][4][10]
- Commandeur in de Orde van de Hongaarse Republiek met Zwaarden